# Одисеас Елитис
Одисеас Елитис (грч.Οδυσσέας Ελύτης, право име Одисеас Алепуделис, Οδυσσέας Αλεπουδέλης), један од највећих грчких песника 20. века. Рођен је 2. новембра 1911. у Ираклиону на Криту, а умро 18. марта 1996. Добитник је грчке Државне награде за поезију 1960. године за поему Достојно јест и Нобелове награде за књижевност 1979. године, „за његову поезију која, на позадини грчке традиције, сензуалном снагом и интелектуалном јасноћом описује борбу савременог човека за слободу и стваралаштво“.

### Песничке збирке
- Оријентације (1939)
- Сунце прво (1943)
- Херојска и тужна песма о потпоручнику несталом у Албанији (1943)
- Достојно јест (1959)
- Шест и једно кајање за небо (1960)
- Врховно сунце (1971)
- Монограм (1972)
- Сва ро ероса (1973)
- Дрво светлости и четрнаеста лепота (1971)
- Пасторчад (1974)
- Књига сигнала (1977) (збирка завршних изрека из песничке збирке Марија Нефели)
- Марија Нефели (1978)
- Три песме под заставом погодности (1982)
- Календар невидљивог априла (1984)
- Мали морепловац (1988)
- Елегије из Оксопетре (1991)
- Бициклисткиња (1991)
- Западно од туге (1995)
- 2x7 епсилон (1996) (постхумно)
- Изблиза (1998) (постхумно)

### Збирке есеја
- Отворене карте (1973)
- У белом (1992)
- Врт са самообманама (1995)

### Преводи
- Друго писмо (1976)
- Сапфа (1984)
- Откровење Јованово (1985)
- Кринагора (1987)